# Снид, Сэм
Сэм Снид (англ. Sam Snead; 27 мая 1912 года — 23 мая 2002 года) — американский профессиональный игрок в гольф, в течение 40 лет входивший в число лучших гольфистов мира. Снид выиграл 82 турнира PGA Tour, включая семь побед в крупнейших соревнованиях. При этом ему ни разу не покорился Открытый чемпионат США, хотя четыре раза он становился вице-чемпионом этого состязания.
Снид получил прозвище «Slammin' Sammy». Считалось, что его мощный удар совершенен, и многие гольфисты пытались перенять технику Снида. Спортсмен также был известен своим «народным» имиджем: носил соломенную шляпу, играл босым и часто отпускал фразы подобные «Keep close count of your nickels and dimes, stay away from whiskey, and never concede a putt». В 1974 году Снид был включён в Зал славы мирового гольфа, а в 1998 году получил награду за заслуги (англ.  Lifetime Achievement Award) от PGA Tour.

## Ранние годы
Сэмьюэл Джексон Снид родился в Эшвуде, штат Виргиния. В возрасте семи лет он начал работать кедди на полях клуба Хомстед в Хот-Спрингс. В 1934 году, когда ему было 19 лет, он стал профессиональным игроком в гольф. В 1936 году Сэм Снид начал выступать в PGA Tour и сразу же достиг успеха.
В 1936 году Снид выиграл два матча в клубе Мидоу-Брук, получив денежный приз в $10 000. Этих денег было достаточно, чтобы посвятить профессиональному гольфу всё время. В 1944 году он стал ведущим игроком клуба Гринбрир в Уайт-Салфер-Спрингс, но всю жизнь поддерживал связи с клубом Хомстед в Хот-Спрингс.
Во время Второй мировой войны Снид служил во Флоте США с 1942 по 1944 годы. Он занимал должность специалиста по физической подготовке в программе коммандера Джина Танни в Сан-Диего и был комиссован из-за травмы спины в сентябре 1944 года.

## Карьера
Первым профессиональным чемпионатом, который выиграл Сэм Снид, стал West Virginia Closed Pro на полях клуба Greenbrier. Тем же летом он выиграл первый из семнадцати Открытых чемпионатов Западной Виргинии в клубе Guyan Country Club в Хантингтоне, штат Западная Виргиния.
В 1937 году, первый полный год в профессиональном гольфе, Снид выиграл пять соревнований PGA Tour, включая Открытый чемпионат Окленда в Claremont Country Club в Калифорнии. В том же году Сэм Снид, работая в Гринбрире, выступал в профессиональном теннисном турнире U.S. Pro Tennis Championship, где в первом раунде встретился с будущим победителем Карелом Кожелугом, проиграв ему 6-1, 6-1, 6-1.
В 1938 году Снид в первый раз стал победителем Greater Greensboro Open. Этот титул он завоевывал восемь раз, установив рекорд PGA Tour по числу побед в одном турнире, и только в 2013 году Тайгер Вудс смог сравняться с ним в этом показателе, в восьмой раз выиграв Arnold Palmer Invitational. Последняя победа Снида в Гринсборо случилась в 1965 году, когда спортсмену было 52 года — возрастной рекорд для соревнований PGA Tour.
В 1939 году Снид впервые упустил победу в Открытом чемпионате США, открыв серию нескольких попыток стать обладателем этого титула, которые так и не увенчались успехом. До победы Сниду оставалось пройти лунку на пар, но, но, не зная об этом (в то время подсчёт очков на поле не производился), он превысил пар на три удара на 72 лунке.
На Открытом чемпионате США 1947 года Снид промахнулся мимо лунки с расстояния в 76 см на финальной лунке и проиграл Лью Уоршему.
В 1950 году Снид стал победителем 11 соревнований, став третьим по этому показателю после Байрона Нельсона (18 соревнований в 1945 году) и Бена Хогана (13 соревнований в 1946 году). Среднее число ударов за сезон — 69,23 — в течение 50 лет оставалось рекордным, пока этот показатель не улучшил Тайгер Вудс в 2000 году.
Сэм Снид выигрывал Приз Вардона за самое низкое среднее число ударов за сезон четыре раза: в 1938, 1949, 1950 и 1955 годах.
В 1952 году на Jacksonville Open Снид предпочёл признать поражение вместо того, чтобы пройти дополнительную лунку для выявления победителя, когда поле было завершено им и Дугом Фордом с равным количеством ударов. Право на переигровку Снид получил благодаря ранее вынесенному решению на 10 лунке, когда его мяч ушёл за пределы поля. Ошибка не была засчитана, поскольку днём ранее граница поля была иной, а в начале нового дня игрокам об изменениях не сообщили. Позже Снид объяснил своё решение тем, что не хотел получить победу таким неоднозначным путём, после чего кто-то мог бы утверждать, что ему помогло исключение из правил.
В декабре 1959 года Снид принял участие в демонстрировавшемся по телевидению матче против Мейсона Рудольфа в клубе Mid Ocean Club на Бермудах, приняв неоднозначное решение его проиграть. Находясь на 12 лунке, Снид заметил, что в его сумке на одну клюшку больше, чем положено по правилам. Лишней пятнадцатой была деревянная клюшка, с которой Снид экспериментировал во время тренировки. По правилам гольфа превышение числа клюшек означает немедленную дисквалификацию, даже если лишние клюшки не использовались. По окончании матча Снид объяснил, почему он не объявил о дисквалификации: так как мачт снимался телевидением, Снид не хотел портить программу. Инцидент оставался неизвестным публике, пока турнир не вышел в эфир четыре месяца спустя. Когда обстоятельства стали известны публике, спонсор турнира отказался от дальнейшего участия в проекте.
7 февраля 1962 года Снид выиграл турнир Royal Poinciana Plaza Invitational, став единственным мужчиной, победившим в соревнованиях LPGA Tour, женской ассоциации гольфа.
В составе команды США Сэм Снид семь раз участвовал в Кубке Райдера: в 1937, 1947, 1949, 1951, 1953, 1955 и 1959 годах. В 1951, 1959 и 1969 годах он был капитаном команды.
В 1971 году Снид стал победителем PGA Club Professional Championship в Пайнхерсте.
На Открытом чемпионате США 1973 года Снид стал самым возрастным игроком, попавшим в денежный зачёт. Ему исполнилось 61 год.
В 1974 году на Чемпионате PGA Снид с 68 ударами в финальном раунде вышел на третье место, уступив победителю, Ли Тревино всего три удара. Это было третье подряд попадание в Топ-10 чемпионата, но последнее в главных турнирах по гольфу.
В 1978 году Сэм Снид выиграл первый турнир серии «Легенды гольфа», которая предваряла появление в 1980 году турнира Senior PGA Tour, в настоящее время носящего название Champions Tour.
В 1979 году, на турнире Quad Cities Open, проходящего в рамках PGA Tour, Снид стал самым молодым игроком, прошедшим поле с результатом, равным возрасту — 67 ударов во втором раунде. Финальный раунд он закончил с результатом 66 ударов — меньше, чем возраст.
В 1983 году, в возрасте 71 года, Сниду удалось пройти поле с результатом 60, на 12 меньше пара. Это произошло «родном» для него поле Хомстед в Хот-Спрингс.
В 1997 году, в возрасте 85 лет, Снид закончил поле Old White в Гринбриере с результатом 78 ударов.
В 1998 году Сэм Снид стал обладателем награды за заслуги (англ.  Lifetime Achievement Award) от PGA Tour, став четвёртым гольфистом, удостоенным такой чести.
С 1984 по 2002 годы Снид выполнял первый удар в серии «Мастерс». До 1999 года ему составлял компанию Джин Саразен, а до 2001 — Байрон Нельсон.
Сэм Снид является автором нескольких учебников игре в гольф. Также он вёл колонки советов в различных журналах, посвящённых голфу. В 1962 году вышла автобиография Снида, озаглавленная The Education of a Golfer.
В 2000 году Сэм Снид попал на третью строчку списка величайших гольфистов всех времен журнала Golf Digest. Его опередили только Джек Никлаус и Бен Хоган.
В 1973 году Сэм Снид был включён в Virginia Sports Hall of Fame & Museum, в 1974 году — в Зал славы мирового гольфа, в 2009 году — в West Virginia Golf Hall of Fame.

## Смерть
Сэм Снид скончался 23 мая 2002 года в Хот-Спрингс, штат Виргиния, от осложнений после инсульта, не дожив до девяностолетия всего четыре дня. У него остались два сына: Сэм-младший и Терри — и брат Пит. Жена Снида, Одри, умерла в 1990 году.

## Спортивный стиль
На пике своей карьеры Снид был исключительно силён в дальних ударах, особенно при ветре, сохраняя отличную точность. Он превосходно владел длинными железными клюшками. Сниду была свойственна изобретательность в игре на коротких дистанциях, в частности, он первым начал использовать сэнд-ведж для коротких ударов из травы. С возрастом Снид начал экспериментировать с различными видами завершающего удара. Ему принадлежит открытие крокетного стиля в 1960-х годах, когда игрок бьёт по мячу, ставя ноги с двух сторон от него. Ассоциация гольфа США (англ. United States Golf Association) запретила этот приём в 1968 году, внеся поправку в правила,. После этого Снид перешёл на «боковую посадку»: удар выполнялся из полуприседа со ступнями, поставленными под углом по направлению к лунке, а клюшка удерживалась расставленными руками. Этот стиль Снид использовал до окончания карьеры.

## Рекорды
Сэму Сниду принадлежат следующие рекорды:
- Наибольшее число побед в соревнованиях PGA Tour: 82[6]
- Наибольшее число побед в одном соревновании: 8 (Greater Greensboro Open (1938, 1946, 1949, 1950, 1955, 1956, 1960, 1965);[6]; столько же имеет Тайгер Вудс в Arnold Palmer Invitational и WGC-Bridgestone Invitational.
- Самый старый игрок, победивший в соревновании PGA Tour: 52 года, 10 месяцев и 8 дней, Greater Greensboro Open[6]
- Первый игрок, победивший в соревновании PGA Tour в четыре разные десятилетия; то же достижение имеет Рэймонд Флойд
- Самый старый игрок, попавший в денежный зачёт крупнейшего соревнования: 67 лет, 2 месяца, 7 дней на Чемпионате PGA 1979 года
- Первый игрок соревнования PGA Tour, завершивший поле с числом ударов, соответствующим возрасту: 67 во втором раунде Quad Cities Open 1979 года
- Самый старый игрок, попавший в денежный зачёт соревнования PGA Tour: 67 лет, 2 месяца, 21 день на Manufacturers Hanover Westchester Classic 1979 года.
- Единственный игрок, входивший в Топ-10 хотя бы одного крупнейшего турнира в пяти различных десятилетиях.

Сэму Сниду также принадлежал рекорд по числу побед в соревнованиях PGA Tour, одержанных после 40 лет — 17, пока в 2007 году это достижение не превысил Виджай Сингх.

### Спортивные достижения
| Турнир                 | Побед | 2 место | 3 место | Топ-5 | Топ-10 | Топ-25 | Всего | В зачёте |
| ---------------------- | ----- | ------- | ------- | ----- | ------ | ------ | ----- | -------- |
| Мастерс                | 3     | 2       | 3       | 9     | 15     | 26     | 44    | 31       |
| Открытый чемпионат США | 0     | 4       | 1       | 7     | 12     | 21     | 31    | 27       |
| Открытый чемпионат     | 1     | 0       | 0       | 1     | 2      | 3      | 5     | 3        |
| Чемпионат PGA          | 3     | 2       | 3       | 13    | 19     | 26     | 38    | 34       |
| Всего                  | 7     | 8       | 7       | 30    | 48     | 76     | 118   | 95       |

- Непрерывная серия в зачёте — 55 (Мастерс 1937 года — Мастерс 1958 года)
- Непрерывная серия в Топ-10 — 6 (Открытый чемпионат США 1948 — Мастерс 1950 года)